# Publicitat brossa
La publicitat brossa és una pràctica que consisteix a enviar correus brossa per publicitar un lloc web. En anglès, es coneix com a spamvertising, que és un compost de les paraules spam (correu brossa) i advertising (publicitat). També fa referència a l'acció d'infestar blocs, fòrums en línia o wikis amb enllaços per tal d'aconseguir una millor classificació per al lloc web infractor en els motors de cerca. Els anunciants que fan servir aquesta tècnica introdueixen enllaços als seus llocs web (normalment, llocs que se suposa que venen productes comercials) i hi afegeixen paraules clau de cerques comunes o relacionades. L'objectiu aparent és que un motor de cerca trobi la pàgina infestada plena d'enllaços i millori la classificació de les pàgines a les quals enllaça. Aquest procés normalment es fa amb programes d'edició automatitzats que busquen camps de text editables en formularis web i els omplen automàticament amb els enllaços web. Els enllaços solen conduir a llocs web de drogues, porno i joc.
La major part de proveïdors de llocs web legals no toleren la publicitat brossa i eliminen els llocs que n'han estat víctimes.
Aquesta pràctica ha fet que en molts recursos en línia editables es facin servir contramesures antiinundació, com ara tests de CAPTCHA, per evitar l'edició automatitzada.